# 小月バスストップ
小月バスストップ（おづきバスストップ）は、山口県下関市小月町の中国自動車道上にあるバス停。
小月ICの東側に位置しており、下り線のバス停留帯は小月ICの減速車線の外側に、上り線のバス停留帯は小月ICの加速車線が終了したすぐ先にそれぞれ設けられている。下関市小月町中迫の住宅街の中にあり、国道491号からは少し入った場所になる。
バス事業者は高速小月（こうそくおづき）という呼称を使用していた。
小月ICで出入りするサンデン交通の高速バスが停車していた。

## 停車する路線
- なし
2021年9月30日限りで、下関 - 山口宇部空港線（サンデン交通）が廃止になり、以降はこのバス停に停車するバスは存在しない。

## 隣
E2A 中国自動車道
(35-1)美祢西IC/BS（BSは休止中） - (35-2)下関JCT/長門吉田BS（BSは休止中） - (BS)小月BS - (36)小月IC - (PA)王司PA - (BS)長門勝山BS（休止中）
長門吉田BSは山陽自動車道宇部下関線からは利用できない。

## バス停へのアクセス
- サンデン交通 中迫バス停（国道491号）

## 位置情報
- 北緯34度04分51秒 東経131度02分20.3秒 / 北緯34.08083度 東経131.038972度
- 小月［北西］ - 地理院地図
- 下関市小月町 - Google マップ